# Patrice Wymore
Patrice Wymore (Miltonvale, 17 dicembre 1926 – Parrocchia di Portland, 22 marzo 2014) è stata un'attrice e cantante statunitense.

## Biografia
È molto conosciuta come cantante e attrice teatrale, televisiva e cinematografica fra gli anni cinquanta e gli anni sessanta. Debuttò sul grande schermo in un ruolo cantato nella commedia musicale Tè per due (1950), accanto a Doris Day e Gordon MacRae, e apparve successivamente nei western Il tesoro dei Sequoia (1952), al fianco di Kirk Douglas, e La meticcia di Sacramento (1953), al fianco di Randolph Scott.
È stata sposata con il celebre attore australiano Errol Flynn, dal 1950 al 1959, anno della morte di lui. La coppia apparve nel western Il 7º Lancieri carica (1950), e nell'avventura in costume L'amante del re (1955), oltre che nella serie antologica televisiva The Errol Flynn Theatre (1956-1957). Dal matrimonio con Flynn, nel 1953 la Wymore ebbe una figlia, Arnella, che morì nel 1998 a 44 anni.
Dopo la morte di Flynn, da cui viveva separata, la Wymore non si risposò. Proseguì la carriera comparendo nel film Colpo grosso (1960), in cui interpretò il ruolo della girlfriend di Frank Sinatra, e nell'horror Lo strangolatore di Baltimora (1966), con Patrick O'Neal. Recitò inoltre in alcune serie televisive, come Perry Mason (1963-1965), Never Too Young (1965-1966) e I forti di Forte Coraggio (1965-1967).
Dopo il ritiro dalle scene nel 1967, Patrice Wymore visse in Giamaica, dove aveva una boutique e un'attività di mobili in vimini. 
Il marito le lasciò una villa, un allevamento di bestiame e una piantagione di cocco di 2000 acri (8,094 kmq).
Morì per cause naturali nel 2014, a 87 anni.

## Filmografia

### Cinema
- Tè per due (Tea for Two), regia di David Butler (1950)
- Il 7º Lancieri carica (Rocky Mountain), regia di William Keighley (1950)
- I'll See You in My Dreams, regia di Michael Curtiz (1951)
- Starlift, regia di Roy Del Ruth (1951)
- Il tesoro dei Sequoia (The Big Trees), regia di Felix E. Feist (1952)
- Il collegio si diverte (She's Working Her Way Through College), regia di H. Bruce Humberstone (1952)
- La meticcia di Sacramento (The Man Behind the Gun), regia di Felix E. Feist (1953)
- Virginia dieci in amore (She's Back on Broadway), regia di Gordon Douglas (1953)
- L'amante del re (King's Rhapsody), regia di Herbert Wilcox (1955)
- The Sad Horse, regia di James B. Clark (1959)
- Colpo grosso (Ocean's Eleven), regia di Lewis Milestone (1960)
- Lo strangolatore di Baltimora (Chamber of Horrors), regia di Hy Averback (1966)

### Televisione
- Lux Video Theatre – serie TV, 1 episodio (1953)
- The Errol Flynn Theatre – serie TV, 5 episodi (1956-1957)
- Jefferson Drum – serie TV, 1 episodio (1958)
- The Roaring 20's – serie TV, 1 episodio (1960)
- The Deputy – serie TV, 1 episodio (1960)
- Cheyenne – serie TV, 1 episodio (1961)
- Tales of Wells Fargo – serie TV, 1 episodio (1961)
- Indirizzo permanente (77 Sunset Strip) – serie TV, episodio 3x32 (1961)
- L'amico Gipsy (The Littlest Hobo) – serie TV, 1 episodio (1964)
- Perry Mason – serie TV, 3 episodi (1963-1965)
- Mr. Roberts (Mister Roberts) – serie TV, episodio 1x22 (1966)
- Never Too Young – serie TV, 21 episodi (1965-1966)
- I Monkees (The Monkees) – serie TV, 1 episodio (1967)
- I forti di Forte Coraggio (F Troop) – serie TV, 2 episodi (1965-1967)

## Doppiatrici italiane
- Rina Morelli in Tè per due, Il tesoro dei Sequoia
- Rosetta Calavetta ne Il collegio si diverte, La meticcia di Sacramento
- Dhia Cristiani ne Il 7º lancieri carica!
- Renata Marini in Virginia 10 in amore
- Micaela Giustiniani in Colpo grosso